# Caroline Masson
Caroline Masson (Gladbeck, 14 mei 1989) is een Duits golfprofessional. Ze speelt sinds 2010 op de Ladies European Tour (LET).
Masson groeide op in een sportief gezin. Haar vader is tenniscoach. Ze werd lid van de Hubbelrath Golf Club. In 2008 deed ze eindexamen aan het Ratsgymnasium, in 2008 en 2009 studeerde ze aan de Oklahoma State University.

## Amateur
Als amateur bereikte Masson handicap + 4,6
In 2008 kreeg ze een wildcard voor het Duits Open en eindigde op de 30ste plaats. Met een wildcard speelde ze ook het Spaans Open, waar ze 32ste werd.

### Gewonnen
- 2007: French Junior (strokeplay)
- 2008: Spanish Ladies Amateur, German Matchplay, German Ladies Amateur
- 2009: German Amateur, Tourschool Finals

### Teams
- 2005: Junior Solheim
- 2007: Junior Solheim, Grey Goose Cup Team Germany (winnaars), German Ladies Team Championship (winnaars), European Ladies Club Team Championship (winnaars)
- 2009: ELTK in Slovenië (winnaars), Vagliano Trophy (Europa tegen Groot-Brittannië & Ierland)

## Professional
Masson werd op 1 januari 2010 professional nadat ze de Tourschool had gewonnen. Ze had in 2010 goede resultaten, haalde overal de laatste ronde en haalde een 6de plaats in Turkije en Wales.
In 2011 werd ze 2de bij de Lalla Meryem Cup, 4de bij het Duits Open en 8ste bij het Dutch Ladies Open op Broekpolder. In juli 2011 staat ze nummer 10 op de Henderson Money List.